# Enrico Poitschke

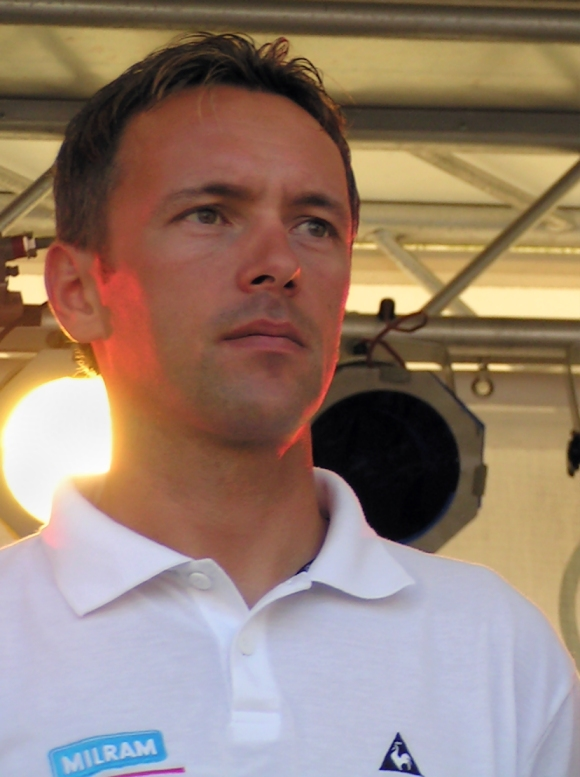
Enrico Poitschke bei der Deutschland Tour 2006

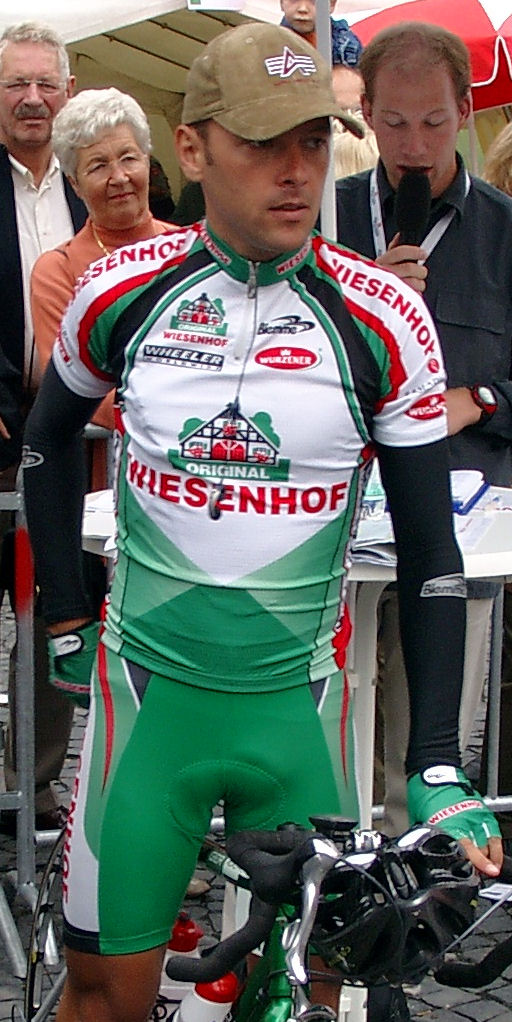
Enrico Poitschke 2003

Enrico Poitschke (* 25. August 1969 in Görlitz) ist ein Sportlicher Leiter von Radsportteams  und ehemaliger deutscher Radrennfahrer.

## Radsport
Poitschke begann mit dem Radsport beim RSV Niesky und der SG Wismut Gera. 1993 gewann er das Eintagesrennen Rund um Frankfurt.
Im Jahr 2001 schloss sich Poitschke dem Team Wiesenhof an. Er gewann in diesem Jahr die Gesamtwertung und zwei Etappen des Ringerike Grand Prix und eine Etappe der Friedensfahrt, bei der er Gesamtfünfter wurde. In der Saison 2003 wurde er Sechster bei Rund um den Henninger Turm und gewann Rund um die Hainleite. Bei der Hessen-Rundfahrt 2004 wurde Poitschke positiv auf Betamethason getestet und erhielt eine Verwarnung plus einer Zeitstrafe. Er hatte nicht rechtzeitig die ärztliche Verordnung ("Therapeutic Use Exemption"=TUE) vorgelegt.
2006 schloss sich Poitschke dem um Erik Zabel gegründete Team Milram an. Nach drei Jahren dort beendete er 2008 seine Laufbahn. In der Zeit bei dieser Mannschaft bestritt er alle Grand Tours, wobei er die Vuelta a España 2006 als 133. und die Tour de France 2007 als 131. beendete sowie den Giro d’Italia 2008 nach fünf Tagen aufgab.
Zur Saison 2009 wurde Poitschke Sportlicher Leiter des neuen Team NetApp, das seit 2017 unter dem Namen Bora-hansgrohe fährt. Nachdem dort sein Vertrag nicht mehr verlängert wurde, wechselte er zum Beginn der Saison 2022 in dieselbe Funktion bei Bahrain Victorious.

## Geschäftliches
Seit 2013 betreibt Poitschke gemeinsam mit André Schulze ein Geschäft für Sportbekleidung mit Schwerpunkt Radsport in Leipzig.

## Erfolge
2001
- Gesamtwertung und zwei Etappen Ringerike Grand Prix
- eine Etappe Friedensfahrt

2003
- Rund um die Hainleite

## Teams
- 2000 IPM
- 2001–2005: Team Wiesenhof
- 2006–2008: Team Milram
- 2009–2021: Team NetApp / Bora-hansgrohe (Sportlicher Leiter)
- 2022: Bahrain Victorious (Sportlicher Leiter)